# Bill Burgess
Thomas William Burgess, detto Bill (Rotherham, 15 giugno 1872 – Parigi, 5 luglio 1950), è stato un nuotatore e pallanuotista inglese.

## Biografia
Nato a Lyndhurst Place, Rotherham, era figlio di Alfred Burgess, un maniscalco, e di Camilla Peat, una cuoca. Nel 1882, suo padre venne assunto presso Shrewsbury come costruttore di pneumatici. Burgess venne mandato in seguito a Parigi per istituire una filiale, che vendeva ruote e pneumatici, vicino a Port d'Asnieres. Si stabilì a Parigi, dove visse per il resto della sua vita, sposando una donna francese, venendo infine fatto brevemente prigioniero dai tedeschi durante la Seconda guerra mondiale.
Nonostante alcuni discreti successi nel nuoto olimpico, conquistò la notorietà come nuotatore nel 1911, quando, dopo 13 tentativi andati falliti, divenne il secondo uomo ad aver attraversato a nuoto La Manica, dopo Matthew Webb nell'agosto 1875, in 22 ore e 35 minuti. Il terzo uomo che riuscì ad attraversare questo canale fu Henry Sullivan, solo nel 1923. Burgess ricevette una coppa d'oro per la sua impresa, premio che venne esibito per molti anni al Great Smith Street Baths a Londra. Una statua di bronzo di Burgess si trova ora presso Sheffield Road.

## Carriera sportiva
Partecipò alle gare di pallanuoto e di nuoto della II Olimpiade di Parigi del 1900 e vinse una medaglia di bronzo, nel torneo di pallanuoto con i Libellule de Paris. La sua medaglia è attribuita alla Francia.
Prese parte inoltre alla gara dei 200m dorso, arrivando quinto in finale, nuotando in 3'12"0, a quella dei 4000m stile libero, terminando quarto in finale, nuotando in 1:15'07"6, e ai 1000m stile libero, ritirandosi in finale, dopo aver corso in 16'54"0 la semifinale.

## Palmarès
- Bronzo ai Giochi olimpici di Parigi 1900